# Prajekan Kidul
Prajekan Kidul is een bestuurslaag in het regentschap Bondowoso van de provincie Oost-Java, Indonesië. Prajekan Kidul telt 5334 inwoners (volkstelling 2010).